# František Rajtoral
František Rajtoral (Příbram, Checoslovaquia, 12 de marzo de 1986-Gaziantep, Turquía, 23 de abril de 2017) fue un futbolista checo que jugaba como lateral derecho o centrocampista en el Gaziantepspor de la Superliga de Turquía, pero es mejor recordado por su paso en el Viktoria Pilsen. Fue miembro de la selección nacional de fútbol de la República Checa.
Ganó cuatro ligas checas, una copa y dos supercopas con el FC Viktoria Pilsen.
Rajtoral nació en Příbram, donde se hizo profesional debutando en la Liga Checa de Primera División con FK Marila Příbram, antes Dukla de Praga. En 2008 se le diagnosticó el síndrome de fatiga crónica y fue sometido a tratamiento por varios meses. Su enfermedad reapareció en 2014.
El 29 de febrero de 2012, Rajtoral fue llamado a la selección absoluta de su país contra Irlanda en un partido amistoso que terminó empatado a un gol por bando. Sería descrito como «uno de los mejores extremos derechos atacantes en la República Checa» por el periodista Mark Smith.

## Trayectoria

### Inicio de su carrera
Rajtoral jugó para el FK Marila Příbram por una temporada antes de unirse al Baník Ostrava, firmando un contrato de tres años en 2005. Debutó en las competiciones europeas en el 2005 en la Copa de la UEFA mientras jugaba para Ostrava.

### Viktoria Pilsen
Se unió al Viktoria Pilsen proveniente del Ostrava en el 2009 en una negociación que implicaba el intercambio del delantero Adam Varadi. Jugó en la inauguración de la Supercopa de la República Checa, en un encuentro contra Sparta de Praga, siendo uno de dos jugadores expulsados cuando su equipo perdió el partido. Anotó su primer gol en octubre de 2010, en el marco de la temporada 2010-11 contra Mladá Boleslav, pero su equipo perdió el encuentro por 4-3. Jugó el segundo tiempo de la Supercopa Checa en el 2011, un partido donde Pilsen ganó por penaltis contra Mladá Boleslav. Sustituyó a Marián Čišovský en el minuto 46, en un partido que terminó empatado 1-1.

### Hannover
En enero de 2014, se unió al club Hannover 96 de la Bundesliga alemana a préstamo por una temporada con opción de compra definitiva. Hannover no hizo efectiva la opción y regresó al Pilsen para el inicio de una nueva temporada.

### Gaziantepspor
Se incorporó al Gaziantepspor turco en agosto de 2016 y jugó allí hasta su fallecimiento en abril de 2017.

## Fallecimiento
El 23 de abril de 2017 fue hallado muerto en su casa en Gaziantep, Turquía, después de no haberse presentado para una sesión de entrenamiento con su equipo esa mañana. Vecinos informaron a las autoridades locales cuando encontraron las puertas de su departamento cerradas y las luces prendidas sin haber respuesta. Las investigaciones iniciales de las autoridades locales anunciaron que Rajtoral se había suicidado por ahorcamiento.

## Selección nacional
Fue internacional con la selección de fútbol de la República Checa en 14 ocasiones, entre 2012 y 2014.

### Participaciones en Eurocopas
| Copa                    | Sede              | Resultado        | Partidos | Goles |
| ----------------------- | ----------------- | ---------------- | -------- | ----- |
| Eurocopa Sub-21 de 2007 | Países Bajos      | Fase de grupos   | 3        | 0     |
| Eurocopa 2012           | Polonia · Ucrania | Cuartos de final | 2        | 0     |

## Estadísticas

### Clubes
| Club                                    | Div.          | Temporada     | Liga  | Liga  | Copas nacionales | Copas nacionales | Torneos internacionales | Torneos internacionales | Total | Total |
| Club                                    | Div.          | Temporada     | Part. | Goles | Part.            | Goles            | Part.                   | Goles                   | Part. | Goles |
| --------------------------------------- | ------------- | ------------- | ----- | ----- | ---------------- | ---------------- | ----------------------- | ----------------------- | ----- | ----- |
| F. K. Marila Příbram · República Checa  | 1.ª           | 2004-05       | 15    | 1     | 0                | 0                | 0                       | 0                       | 15    | 1     |
| F. C. Baník Ostrava · República Checa   | 1.ª           | 2005-06       | 26    | 0     | 0                | 0                | 0                       | 0                       | 26    | 0     |
| F. C. Baník Ostrava · República Checa   | 1.ª           | 2006-07       | 26    | 8     | 0                | 0                | 0                       | 0                       | 26    | 8     |
| F. C. Baník Ostrava · República Checa   | 1.ª           | 2007-08       | 25    | 3     | 0                | 0                | 0                       | 0                       | 25    | 3     |
| F. C. Baník Ostrava · República Checa   | 1.ª           | 2008-09       | 23    | 1     | 0                | 0                | 0                       | 0                       | 23    | 1     |
| F. C. Baník Ostrava · República Checa   | Total club    | Total club    | 100   | 12    | 0                | 0                | 0                       | 0                       | 100   | 12    |
| F. C. Viktoria Pilsen · República Checa | 1.ª           | 2009-10       | 27    | 3     | 5                | 0                | 0                       | 0                       | 32    | 3     |
| F. C. Viktoria Pilsen · República Checa | 1.ª           | 2010-11       | 27    | 3     | 5                | 0                | 2                       | 0                       | 34    | 3     |
| F. C. Viktoria Pilsen · República Checa | 1.ª           | 2011-12       | 29    | 2     | 2                | 0                | 14                      | 1                       | 45    | 3     |
| F. C. Viktoria Pilsen · República Checa | 1.ª           | 2012-13       | 28    | 3     | 2                | 0                | 16                      | 3                       | 46    | 6     |
| F. C. Viktoria Pilsen · República Checa | 1.ª           | 2013-14       | 16    | 3     | 1                | 0                | 12                      | 2                       | 29    | 5     |
| F. C. Viktoria Pilsen · República Checa | 1.ª           | 2014-15       | 16    | 4     | 4                | 1                | 0                       | 0                       | 20    | 4     |
| F. C. Viktoria Pilsen · República Checa | 1.ª           | 2015-16       | 22    | 1     | 7                | 0                | 9                       | 0                       | 38    | 1     |
| F. C. Viktoria Pilsen · República Checa | 1.ª           | 2016-17       | 3     | 0     | 0                | 0                | 0                       | 0                       | 3     | 0     |
| F. C. Viktoria Pilsen · República Checa | Total club    | Total club    | 168   | 19    | 26               | 1                | 53                      | 6                       | 247   | 26    |
| Hannover 96 · Alemania                  | 1.ª           | 2013-14       | 7     | 0     | 0                | 0                | 0                       | 0                       | 7     | 0     |
| Gaziantepspor Turquía                   | 1.ª           | 2016-17       | 12    | 0     | 7                | 0                | 0                       | 0                       | 19    | 0     |
| Total carrera                           | Total carrera | Total carrera | 302   | 32    | 33               | 1                | 53                      | 6                       | 388   | 39    |

## Palmarés

### Campeonatos nacionales
| Título                          | Club                  | País            | Año  |
| ------------------------------- | --------------------- | --------------- | ---- |
| Copa de la República Checa      | F. C. Viktoria Pilsen | República Checa | 2010 |
| Liga checa                      | F. C. Viktoria Pilsen | República Checa | 2011 |
| Supercopa de la República Checa | F. C. Viktoria Pilsen | República Checa | 2011 |
| Liga checa                      | F. C. Viktoria Pilsen | República Checa | 2013 |
| Liga checa                      | F. C. Viktoria Pilsen | República Checa | 2015 |
| Supercopa de la República Checa | F. C. Viktoria Pilsen | República Checa | 2015 |
| Liga checa                      | F. C. Viktoria Pilsen | República Checa | 2016 |